# Cyborg Slunks
Cyborg Slunks — двадцать первый студийный альбом гитариста-виртуоза, известного под псевдонимом Buckethead, издан в 2007 году лейблом TDRS Music.

## Об альбоме
Cyborg Slunks заявлен как альбом Бакетхэда и аккомпанирующего ансамбля «Cyborg Slunk Percussion Ensemble conducted by Albert». Он вышел одновременно с альбомами Decoding the Tomb of Bansheebot и Kevin’s Noodle House (записанным совместно Бакетхэдом и Брэйном), однако существенно отличается от них по стилю. В том время, как Kevin’s Noodle House полон ударних партий Брэйна, а Decoding the Tomb of Bansheebot — тяжёлых риффов Бакетхэда, преимуществом Cyborg Slunks являются гитарные соло. Рецензент Allmusic Энтони Тогнаццини в своём обзоре альбома оценил «ослепительное техническое мастерство» гитариста и его «калейдоскопический подход к созданию музыки». Поначалу Cyborg Slunks вышел ограниченным изданием в 800 экземпляров, каждый из которых был пронумирован, но вскоре лейбл Трэвиса Дикерсона TDRS Music выпустил стандартный тираж. Буклет альбома содержал краткую историю о создании каждой композиции, за исключением «Aunt Suzie», посвященной тётушке гитариста — Сюзи.

## Список композиций
| №  | Название                           | Длительность |
| -- | ---------------------------------- | ------------ |
| 1. | «Sneak Attack»                     | 6:15         |
| 2. | «Reopening of the Scapula Factory» | 10:01        |
| 3. | «Infiltration»                     | 4:09         |
| 4. | «Aunt Suzie»                       | 11:44        |
| 5. | «A New War Is Underway»            | 12:07        |

## Участники записи
- Бакетхэд — гитара
- Коди Хаггерти — ударные